# Huge Chrome Cylinder Box Unfolding
Huge Chrome Cylinder Box Unfolding è un album in studio del musicista breakcore canadese Venetian Snares, pubblicato nel 2004. 

## Tracce
1. Huge Chrome Peach – 4:27
2. Bonivital – 3:49
3. Cadmium Lung Jacket – 3:56
4. Vida – 4:16
5. Coke Ajax – 5:14
6. Li2CO3 – 4:02
7. Ion Divvy – 4:52
8. Keek – 4:12
9. Nineteen 1319 – 4:07
10. Destroy Glass Castles – 7:02
11. Chlorophyll – 2:31
12. Bent Annick – 4:58
13. Aaron – 3:59
14. Bezcitny – 5:29